# 蕾格拉·贝尔
蕾格拉·贝尔（西班牙語：Regla Bell，1970年7月6日—），古巴前女子排球运动员。她曾代表古巴国家队参加1992年、1996年和2000年夏季奥林匹克运动会排球比赛，三届比赛均收获金牌。